# Крістофер Саккін
Крістофер Саккін (італ. Christopher Sacchin, 22 квітня 1983) — італійський стрибун у воду. Бронзовий медаліст Чемпіонату світу 2007 року в стрибках з метрового трампіліна.